# Schoningen
Schoningen ist ein Dorf im niedersächsischen Landkreis Northeim. Mit 825 Einwohnern ist es nach der Kernstadt und den Ortsteilen Volpriehausen und Schönhagen der viertgrößte Ortsteil der Stadt Uslar.

## Geographische Lage

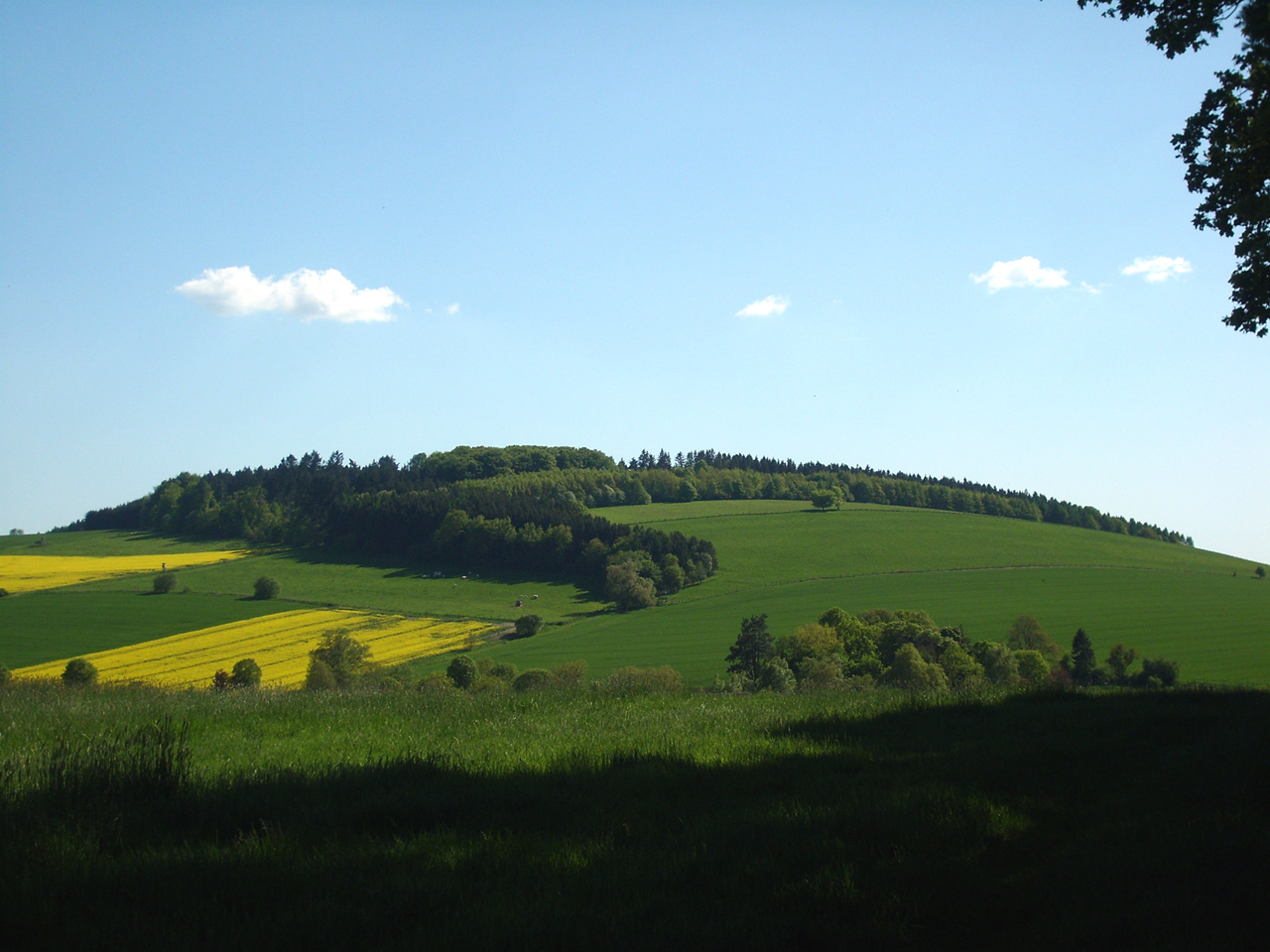
Der Allenberg westlich von Schoningen

Schoningen liegt etwa 4 km südsüdöstlich von Uslar und 7 km (je Luftlinie) östlich des an der Weser gelegenen Bodenfelde. Das Dorf befindet sich an den Südausläufern des Mittelgebirges Solling an der Mündung des Rehbachs in die Ahle, der etwa 1 km weiter südlich in die Schwülme mündet. Schoningen ist auf 140 m ü. NN in einem weiten Tal gelegen und von Wiesen und Feldern umgeben. Westlich erhebt sich der Allenberg (249 m ü. NN), im Osten steigt der „Staatsforst Uslar“ am Stehbergskopf bis auf 432,7 m Höhe an. Die Kreisstadt Northeim liegt 24 km ostnordöstlich, Göttingen gut 21 km südöstlich und Kassel zirka 40 km (je Luftlinie) südsüdwestlich.

## Geschichte
Schoningen wurde erstmals im Jahre 1071 als Sconungen urkundlich erwähnt. Es wird vermutet, dass der Ort wie auch Uslar von den Chatten gegründet wurde und deutlich älter ist. Im Jahr 1784 waren in Schoningen 107 Feuerstellen verzeichnet, es war damit das bei weitem größte Dorf im Amt Uslar.
Die ehemalige selbständige Gemeinde gehört seit der Gebietsreform vom 1. März 1974 zur damals neu gegründeten Großgemeinde Stadt Uslar.

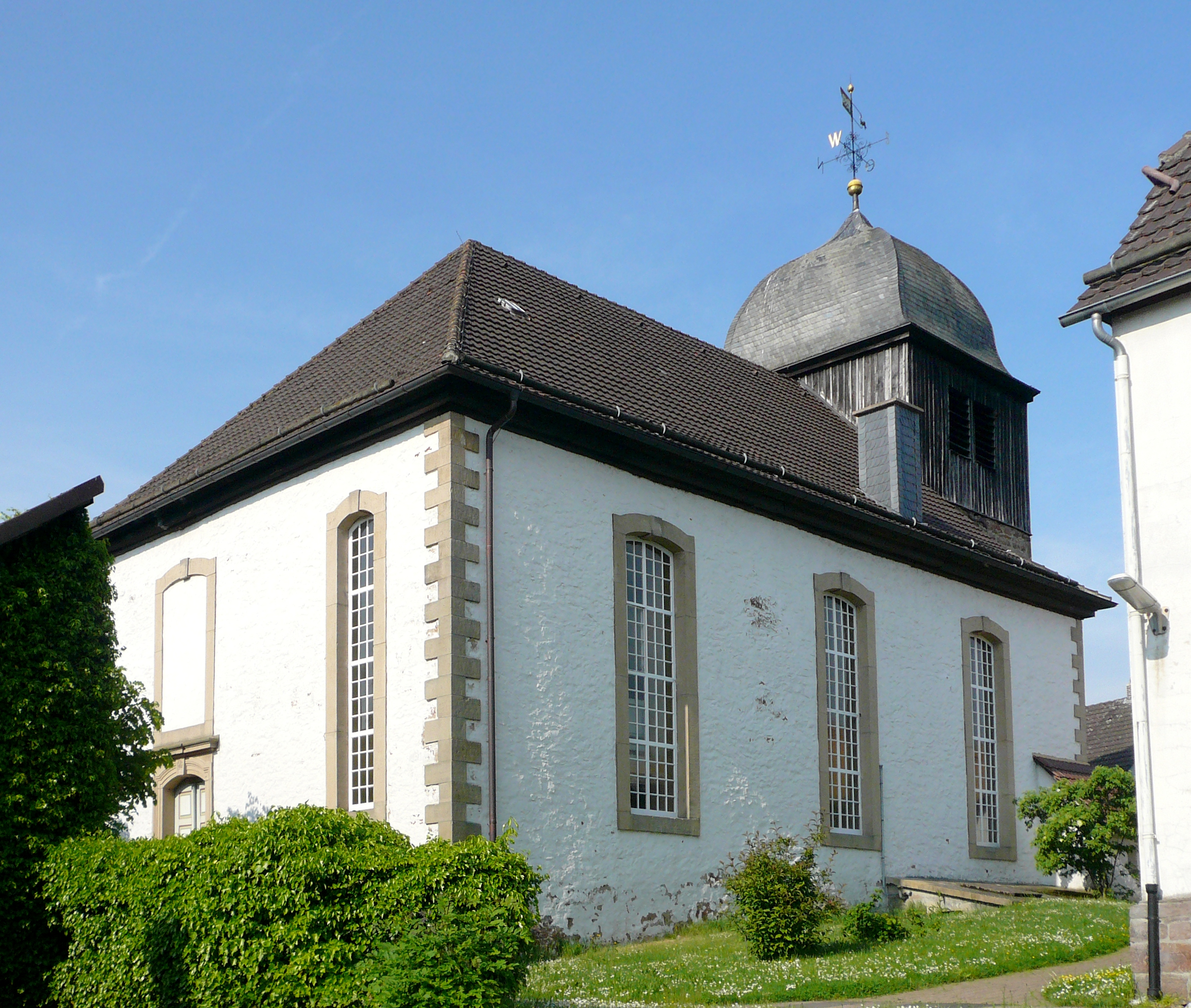
Kirche St. Vitus

## Politik
Schoningen hat einen siebenköpfigen Ortsrat, der seit der Kommunalwahl 2021 ausschließlich von Mitgliedern der Wählergruppe "Wir für Schoningen" besetzt ist. Die Wahlbeteiligung lag bei 64,66 Prozent.

## Bauwerke
- Kleiner ehemaliger Adelshof mit Wohnhaus aus der Mitte des 18. Jahrhunderts, zuletzt bis 1827 im Besitz der Herren von Hattorf
- Ev.-luth. Kirche St. Vitus mit mittelalterlichem Turm und barockem, verputztem Langhaus, 1729–1737 errichtet

## Verkehrsanbindung
Durch den Ort führt die von Uslar über Adelebsen nach Göttingen verlaufende Landesstraße 554. Die nächsten Autobahnanschlussstellen befinden sich an der A7 in Northeim, Nörten-Hardenberg und Göttingen. In Richtung Uslar und Göttingen bestehen regelmäßige Busverbindungen. Die nächstgelegenen Regionalbahnhöfe mit mindestens zweistündigen Zugverbindungen zwischen Paderborn beziehungsweise Ottbergen und Northeim befinden sich in Allershausen an der Eisenbahnstrecke der Sollingbahn sowie in Vernawahlshausen und in Offensen an der Oberweserbahn von Bodenfelde nach Göttingen. Göttingen ist der nächste Bahnhof, in dem sowohl IC- als auch ICE-Züge halten.

## Wirtschaft
In Schoningen gibt es kaum gewerbliche Arbeitsplätze.
Auch die Land- und Forstwirtschaft spielt für den Arbeitsmarkt keine nennenswerte Rolle mehr, so dass mittlerweile die meisten erwerbstätigen Einwohner in die benachbarten Städte pendeln.
Der Einzelhandel ist kaum mehr vorhanden. Es gibt derzeit noch zwei Kfz-Werkstätten und eine Tankstelle mit einem kleinen Laden. Nennenswerte Geschäfte befinden sich in der Kernstadt Uslar sowie in den umliegenden Städten.